# Ägypten 2
Ägypten 2 (arabisch مصر سات ٢ Miṣr Sāt 2), in China bekannt als „Ägyptischer Fernerkundungssatellit 2“ (chinesisch 埃及遥感卫星二号, Pinyin Āijí Yáogǎn Wèixīng Èrhào) oder „Ägyptenhilfe 2“ (chinesisch 援埃及二号卫星, Pinyin Yuán Āijí Èrhào Wèixīng), ist ein Erdbeobachtungssatellit der Nationalen Behörde für Fernerkundung und Weltraumwissenschaften Ägyptens. Der Satellit wurde aus von der Chinesischen Akademie für Weltraumtechnologie gelieferten Komponenten in Kairo montiert und wurde am 4. Dezember 2023 um 04:10 Uhr UTC vom westchinesischen Kosmodrom Jiuquan aus mit einer Trägerrakete vom Typ Langer Marsch 2C in eine sonnensynchrone Umlaufbahn von etwa 640 km Höhe gebracht.

## Geschichte

### Firmeninitiative
Im Jahr 2011, nach dem Sturz Husni Mubaraks, nahm die Chinesische Akademie für Weltraumtechnologie (CAST), die Führungsgesellschaft der China Aerospace Science and Technology Corporation für das Geschäftsfeld Raumflugkörper, Kontakt mit der Nationalen Behörde für Fernerkundung und Weltraumwissenschaften Ägyptens auf, um die Möglichkeiten für den Bau eines Erdbeobachtungssatelliten zu diskutieren. Diese Sondierungen wurden unter Präsident Mohammed Mursi und danach unter Abd al-Fattah as-Sisi fortgesetzt. Ab 2013 konzentrierten sich die Gespräche auf den Bau eines Zentrums für Endmontage, Integration und Tests von Satelliten (卫星总装集成及测试中心, arabisch مركز تجميع واختبار الاقمار الصناعية markaz taǧmīʿ wa-ḫtibār al-aqmār aṣ-ṣināʿīya, AITC), mit dem Ägypten nach Technologietransfer aus China dazu in die Lage versetzt werden sollte, in Zukunft Satelliten aus importierten Komponenten selbst zu montieren und zu testen.
Die Vorplanungen für das AIT-Zentrum östlich von Kairo wurden vom Forschungsinstitut 511 der Chinesischen Akademie für Weltraumtechnologie durchgeführt, auch bekannt als „Abteilung für Endmontage und Tests unter Weltraumbedingungen“, das seit 2012 in Tianjin ein ähnliches Zentrum für die Module der Chinesischen Raumstation baute. Dies gestaltete sich nicht einfach. Da die ägyptischen Bauingenieure das Projekt nicht vollständig durchgeplant hatten, bestand die Gefahr, dass der Bau des Zentrums halbvollendet abgebrochen werden musste. Ein weiteres Problem war, dass die Raumfahrt-Normen in China und Ägypten unterschiedlich waren. Die ägyptischen Ingenieure hatten meist an europäischen und amerikanischen Hochschulen studiert und waren mit den dortigen Normen vertrauter.
CAST arbeitete schließlich vollständige Baupläne für das Zentrum aus, bei den Normen einigte man sich auf diejenigen der European Cooperation for Space Standardization (ECSS).

### Politische Initiative
Bis dahin handelte es sich um eine Kooperation auf Firmenebene – die Chinesische Akademie für Weltraumtechnologie erschloss sich ein neues Geschäftsfeld. Am 7. September 2013 schlug jedoch der chinesische Präsident Xi Jinping bei einem Staatsbesuch in Kasachstan die „Neue Seidenstraße“ als Plattform für internationale Zusammenarbeit vor.
Auf seiner Eröffnungsrede beim 6. Chinesisch-Arabischen Ministertreffen in Peking erklärte Xi dann am 5. Juni 2014 Satelliten neben Kernenergie und erneuerbaren Energien zu einem der drei Hochtechnologie-Gebiete, auf denen China mit der arabischen Welt zusammenarbeiten wollte.
Vor diesem Hintergrund nahm das damals für Entwicklungshilfe zuständige Handelsministerium der Volksrepublik China das AIT-Zentrum in die Liste der mit nicht zurückzuzahlenden Geldern unterstützten Projekte auf; das Vorhaben wurde vom Außenministerium politisch flankiert.
Am 21. Januar 2016 unterzeichneten der ägyptische Außenminister Samih Schukri und sein chinesischer Amtskollege Wang Yi bei dessen Besuch in Kairo eine Grundsatzvereinbarung über Projekte, die die beiden Länder im Rahmen ihrer strategischen Partnerschaft im Laufe der folgenden fünf Jahre verwirklichen wollten. Dort war auf der Basis einer fünf Tage vorher, am 16. Januar 2016 zwischen der Nationalen Behörde für Fernerkundung und Weltraumwissenschaften Ägyptens und dem chinesischen Handelsministerium getroffenen Vereinbarung unter anderem eine verstärkte Zusammenarbeit bei Erdbeobachtungssatelliten festgeschrieben, sowohl was Entwicklung und Bau der Satelliten betraf, als auch deren Start, Bahnverfolgung und Steuerung, sowie eine gemeinsame Nutzung der Daten in Bezug auf Rohstofferkundung, Umweltbeobachtung und Ernteabschätzung in der Landwirtschaft. Konkret wurde der Bau des „Ägyptischen Fernerkundungssatelliten 2“, kurz „Ägypten 2“ vereinbart. China wollte Ägypten bei der Ausbildung von Fachpersonal unterstützen, um das Land dazu in die Lage zu versetzen, selbstständig Fernerkundungs- und Kommunikationssatelliten zu entwickeln.
Nach weiteren Verhandlungen mit der ägyptischen Seite erhielt die Akademie für Weltraumtechnologie schließlich vom chinesischen Handelsministerium den offiziellen Auftrag zum Bau des AIT-Zentrums. Baubeginn war 2017, finanziert wurde das Projekt mit 23 Millionen US-Dollar aus Mitteln der damaligen Abteilung für Auslandshilfe des chinesischen Handelsministeriums.
Das AIT-Zentrum in Kairo verfügt über die Fähigkeit, zwei Satelliten in der Größenordnung von 600 kg parallel zu entwickeln, aus gelieferten Komponenten zu montieren und zu testen. Es besitzt folgende Abteilungen:
- Endmontage
- Präzisionsmessung
- Gewichtskontrolle
- Tests auf mechanische Belastung
- Tests auf thermische Belastung
- Tests auf elektromagnetische Verträglichkeit
- Tests der Optik von Fernerkundungssatelliten[7]

Am 17. Januar 2018 wurde in Ägypten zusätzlich zur Nationalen Behörde für Fernerkundung und Weltraumwissenschaften, die ursprünglich allein für die Raumfahrt zuständig war, die Ägyptische Raumfahrtbehörde gegründet. Sieben Monate später, im August 2018, wurde zwischen den beiden Ländern eine Vereinbarung zum Start der Satellitenentwicklung unterzeichnet.
Daraufhin wurde von der im März jenes Jahres gegründeten, dem Staatsrat der Volksrepublik China direkt unterstehenden Behörde für internationale Entwicklungszusammenarbeit (CIDCA) eine weitere Unterstützungssumme von 45 Millionen Dollar freigegeben. Wie vorher beim Handelsministerium waren diese Gelder nicht zurückzuzahlen.
Am 21. Januar 2019 unterzeichneten schließlich Mahmoud Hussein Mohamed Ahmed, Direktor der Nationalen Behörde für Fernerkundung, und Han Bing (韩兵), Handelsrat im Rang eines Gesandten an der chinesischen Botschaft in Kairo, ein Abkommen zur Umsetzung des Satellitenprojekts. Daraufhin wurden von der CIDCA weitere 72 Millionen Dollar freigegeben. Die Chinesische Akademie für Weltraumtechnologie wurde vom chinesischen Handelsministerium nun auch mit der Betreuung des Satelliten selbst beauftragt.
Ab September 2019 arbeiteten mit chinesischen und ägyptischen Ingenieure paritätisch besetzte Entwicklergruppen in Ägypten und China parallel an der Konzeption des Satelliten.
Im März 2023 wurden die bei CAST in Peking hergestellten Komponenten für drei Exemplare von Ägypten 2 (埃及二号) – zwei Prototypen und das Flugmodell – nach Kairo gebracht und im AIT-Zentrum zusammengebaut. Diese Gelegenheit wurde genutzt, um die ägyptischen Ingenieure und Techniker an einem realen Projekt auszubilden, sowohl was Satellitenkonstruktion als auch Montage und Prüfverfahren anging.
Das Ziel war, dass sich die CAST-Ingenieure nach der Auslieferung von Ägypten 2 zurückziehen und ihre ägyptischen Kollegen bei den nächsten Projekten alleine arbeiten sollten. Zu diesem Zweck hatte die Behörde für Fernerkundung und Weltraumwissenschaften bereits Ende 2017 zwanzig Ingenieure für eine dreimonatige theoretische und praktische Ausbildung (416 Unterrichtsstunden und sechs praktische Übungseinheiten) nach Peking geschickt. An sich war vereinbart, dass die chinesischen Ingenieure während Montage und Tests des Satelliten 80 weitere Unterrichtsstunden erteilen sollten. Dies stellte sich als nicht ausreichend heraus. In Kleinstgruppen mit jeweils einem Ausbilder und einem Auszubildenden wurden 146 Stunden für die Einarbeitung der ägyptischen Ingenieure aufgewendet. Die abschließenden Tests wurden dann allein von Ägyptern durchgeführt.
Am 25. Juni 2023 wurden die beiden bei den Tests verwendete Prototypen des Satelliten sowie das Flugmodell in einer feierlichen Zeremonie vom AIT-Zentrum an die Ägyptische Raumfahrtbehörde übergeben. Das Flugmodell wurde von letzterer am 28. Juni 2023 nach China gebracht, um dort vor dem Start noch einmal überprüft zu werden.
Im November 2023 reisten schließlich die ägyptischen Ingenieure nach China, um den Satelliten auf dem Kosmodrom Jiuquan gemeinsam mit ihren chinesischen Kollegen auf die Trägerrakete zu montieren.
Zwei Tage nach dem erfolgreichen Start des Satelliten am 4. Dezember 2023 unterzeichneten Sherif Mohamed Sedky und Zhang Kejian (张克俭, * 1961), die Direktoren der Ägyptischen Raumfahrtbehörde und der Nationalen Raumfahrtbehörde Chinas, in Peking Vereinbarungen über die Teilnahme Ägyptens an der virtuellen Erdbeobachtungssatelliten-Konstellation der BRICS-Staaten sowie an der Internationalen Mondforschungsstation.

## Aufbau
Der annähernd würfelförmige Satellit besitzt eine Startmasse von 350 kg und verfügt hinter einem gemeinsamen Objektiv über Kameras mit einer Auflösung von 2 m für panchromatische Bilder sowie 8 m für Farbaufnahmen. Damit besitzt Ägypten 2 die gleiche Leistungsfähigkeit wie die Satelliten Gaofen 1 und Gaofen 6 des Hochauflösende Erdbeobachtungssystems Chinas. Die erwartete Lebensdauer des Satelliten beträgt fünf Jahre. Er soll primär zur Überwachung der Landnutzung inklusive einer Bestimmung der Arten von Nutzpflanzen und ihrer Verteilung entsprechend der Beschaffenheit der Atmosphäre und des Bodens in Ägypten verwendet werden. Weitere Aufgaben sind die Erkundung von Bodenschätzen, Unterstützung bei der Stadtplanung sowie Überwachung von Veränderungen an der Küste.